# Classe

Classe was een Romeinse marinehaven bij Ravenna en is gedurende ongeveer 500 jaar in bedrijf geweest. De naam is ontleend aan het latijnse classis dat "marine" betekent. De haven is ontstaan als visserij- en handelshaven. De haven werd door Augustus tussen 35 en 12 v. Chr. tot een marinebasis uitgebouwd, waarschijnlijk vanwege de stategische ligging aan de Adriatische Zee. De eerste aartsbisschop van Ravenna, Petrus Chrysologus, bouwde er zijn kerk. Voor de byzantijnen werd Classe een militair strategische haven voor de vloot in de Adriatische zee en de toegang tot Midden-Italië.